# سليمان شاه الثاني
سليمان شاه الثاني وهو ركن الدين سليمان شاه بن قلج أرسلان. كان سلطان السلاجقة في الفترة ما بين 1196–1204 نجح في إزاحة وريث أبيه كيخسرو الأول.
حارب قادة الأراضي المجاورة ونجح في توسيع أراضيه وفتح سنة 1201 أرضروم أمام البيزنطيين، لكن هُزم من قبل الجورجيين في معركة باسيان عام 1203.
أدرك قلج أرسلان الثاني، بعد فوات الأوان، خطأ ما ارتكبه من عملٍ تقسيميٍّ للسلطنة، فقرَّر إعادة توحيد البلاد تحت قيادة رجُلٍ واحد، واختار ابنه الأصغر كيخسرو المُلقَّب بِـ«غِيَاث الدين» لِمُلازمته إيَّاه وما رآه فيه من لياقةٍ لِلمُلك، فأتى به ووعظه ثُمَّ أخذ البيعة له من الأُمراء والأعيان. نفر الإخوة من عمل والدهم وخرجوا على طاعته، فاضطرَّ إلى مُحاربتهم وإعادة توحيد السلطنة، وبدأ بِقيصريَّة، فحاصرها مع ابنه كيخسرو، ومرض السُلطان أثناء الحصار، ولم يلبث أن تُوفي سنة 1192م، فعاد به ولده إلى قونية حيثُ واراه الثرى في المسجد الجامع. استمرَّت نزاعات الإخوة بعد وفاة قلج أرسلان، وفي غَمرة هذا الصراع، قُتل محمود بن قلج أرسلان وتُوفي ملكشاه بعد مرضٍ ألمَّ به، فطمع سُليمان بِأملاك إخوته، وهاجم سيواس وآق سراي واستولى عليهما، وتابع زحفه نحو قونية، فطرد أخاه كيخسرو منها وتسلَّم الحُكم، وذلك في سنة 593هـ المُوافقة لِسنة 1196م. وهرب كيخسرو من أمام أخيه والتجأ في الشَّام ثُمَّ في القُسطنطينيَّة، وخلال ذلك الوقت كان سُليمان يُهاجم إخوته الباقين الواحد تلو الآخر، فينتزع منهم البلاد، حتَّى تمَّ له الأمر سنة 601هـ المُوافقة لِسنة 1204م، عندما أخذ أنقرة من أخيه مسعود، مُعيدًا بِذلك وحدة سلطنة آبائه وأجداده، لكن لم يُكتب لهُ أن يعيش طويلًا لِيرى ثمرة جُهُوده، فمات بعد خمسة أيَّامٍ فقط من أخذه المدينة.
تولى الحكم بعده قلج أرسلان الثالث في الفترة 1204 إلى 1205 بعد أن صعد نجم كيخسرو الأول مرة ثانية.